# 一热电供暖管道桥
一热电供暖管道桥又称热电桥，位于刘庄桥与光华桥之间的海河上。该桥主要用于架接热力与煤气等设施。
随着海河水底的共同沟隧道的逐步完工，该桥在2009年8月已被拆除。